# Zernike (cràter)
Zernike és un cràter d'impacte pertanyent a la cara oculta de la Lluna. Es troba al nord-oest del cràter més gran Anderson. Igual que molts cràters de la cara oculta, aquesta formació ha estat copejada per nombrosos impactes, i com a resultat ha estat desgastada i erosionada, especialment en la meitat sud. Diversos petits cràters cobreixen la seva vora, i una altra sèrie d'impactes marca el sòl interior.

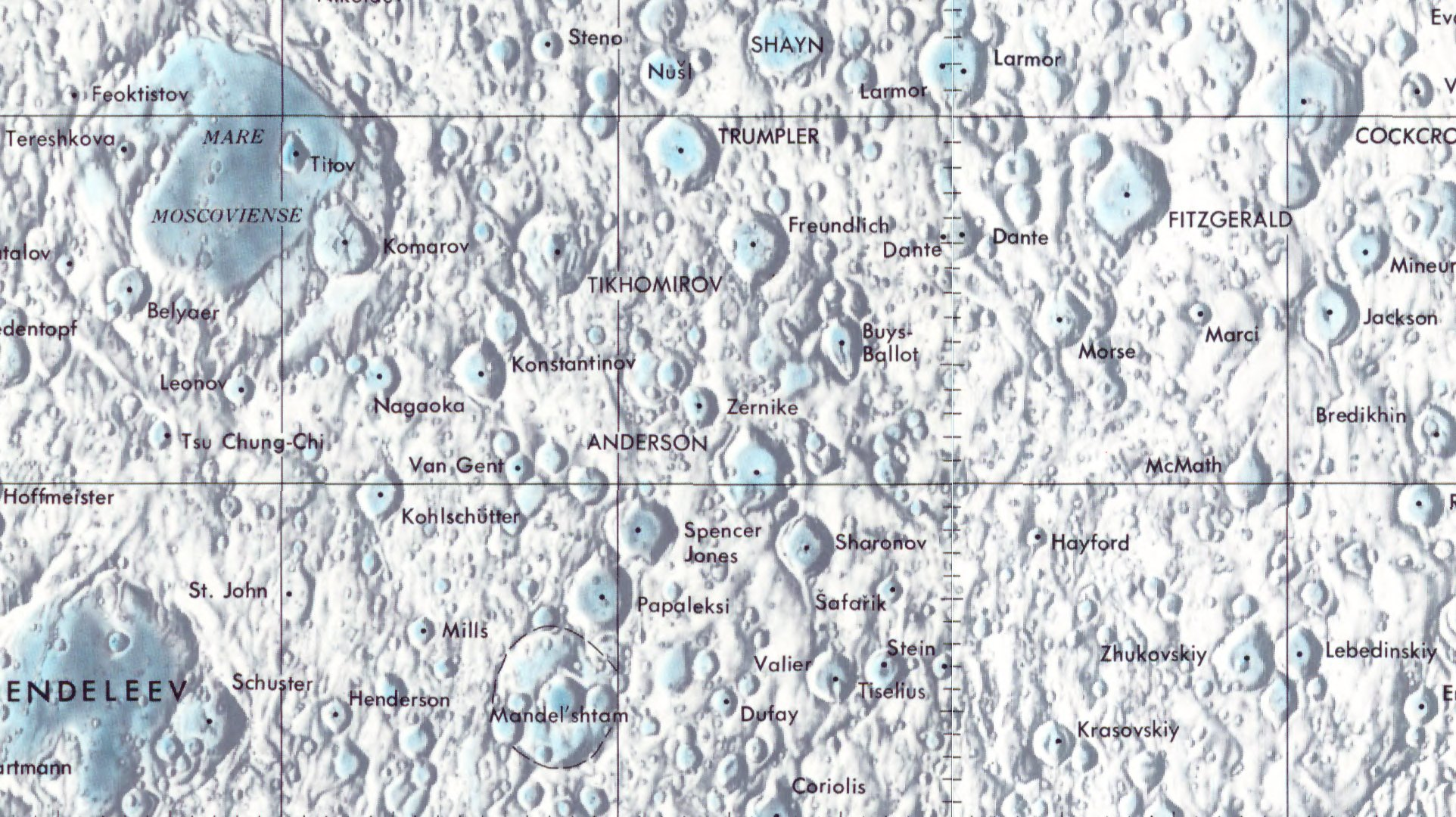
Localització de Zernike (centre de la imatge)

El cràter es troba dins de la Conca Freundlich-Sharonov. Porta el nom de Frits Zernike, un físic neerlandès guanyador del Premi Nobel de física 1953.

## Cràters satèl·lit
Per convenció aquests elements són identificats en els mapes lunars posant la lletra en el costat del punt central del cràter que està més proper a Zernike.
|         | \| Zernike \| Coordenades \| Diàmetre \| \| ------- \| -------------------------------------- \| -------- \| \| T \| 18° 30′ N, 166° 54′ E / 18.5°N,166.9°E \| 17 km \| \| W \| 19° 36′ N, 166° 48′ E / 19.6°N,166.8°E \| 27 km \| \| Z \| 20° 54′ N, 168° 00′ E / 20.9°N,168.0°E \| 30 km \| |          |
| Zernike | Coordenades | Diàmetre |
| T       | 18° 30′ N, 166° 54′ E / 18.5°N,166.9°E | 17 km    |
| W       | 19° 36′ N, 166° 48′ E / 19.6°N,166.8°E | 27 km    |
| Z       | 20° 54′ N, 168° 00′ E / 20.9°N,168.0°E | 30 km    |